# Funcție concavă
În matematică o funcție reală de variabilă reală este concavă pe un interval atunci când graficul său se află deasupra dreptei care unește punctele ce reprezintă valorile funcției la extremitățile intervalului.
Funcțiile concave jocă un rol important în multe domenii din matematică, de exemplu în probleme de optimizare, în rezolvarea inecuațiilor prin utilizarea inegalității lui Jensen și a inegalității lui Hölder, și în rezolvarea anumitor ecuații.

## Definiție
O funcție reală de variabilă reală {\displaystyle f} pe un interval (sau, mai general, o mulțime într-un spațiu vectorial) se spune că este concavă dacă pentru orice {\displaystyle x} și {\displaystyle y} din interval și pentru orice {\displaystyle \alpha \in [0,1]},
{\displaystyle f((1-\alpha )x+\alpha y)\geq (1-\alpha )f(x)+\alpha f(y)}
Se spune că o funcție este strict concavă dacă
{\displaystyle f((1-\alpha )x+\alpha y)>(1-\alpha )f(x)+\alpha f(y)\,}
pentru orice {\displaystyle \alpha \in (0,1)} și {\displaystyle x\neq y}.
Pentru o funcție {\displaystyle f:\mathbb {R} \to \mathbb {R} }, această a doua definiție afirmă doar că pentru fiecare {\displaystyle z} strict între {\displaystyle x} și {\displaystyle y}, punctul {\displaystyle (z,f(z))} de pe graficul lui {\displaystyle f} este deasupra dreptei care unește punctele {\displaystyle (x,f(x))} și {\displaystyle (y,f(y))}.

## Proprietăți
1. O funcție derivabilă f este (strict) concavă pe un interval dacă și numai dacă derivata sa {\displaystyle f^{\prime }} este (strict) monoton descrescătoare pe acel interval, adică o funcție concavă are o pantă necrescătoare (descrescătoare).
2. Punctele în care concavitatea se modifică între concav și convex sunt puncte de inflexiune.
3. Dacă {\displaystyle f} este derivabilă de două ori, atunci dacă {\displaystyle f} este concavă, {\displaystyle f^{\prime \prime }} este negativă. Dacă funcția este strict concavă, derivata sa de ordinul al doilea este strict negativă. Dar inversa nu este adevărată, așa cum se vede din {\displaystyle f(x)=-x^{4}.}
4. Dacă f este concavă și derivabilă, atunci este mărginită superior de aproximația lui Taylor⁠(d) de ordinul întâi:
{\displaystyle f(y)\leq f(x)+f'(x)[y-x]}
5. O funcție măsurabilă Lebesgue pe un interval C este concavă dacă și numai dacă este concavă la mijloc, adică pentru orice x și y din C
{\displaystyle f\left({\frac {x+y}{2}}\right)\geq {\frac {f(x)+f(y)}{2}}}
6. Dacă o funcție f este concavă și f(0) ≥ 0, atunci f este subaditivă⁠(d) pe {\displaystyle [0,\infty )}.
Demonstrație:
- Deoarece f este concavă și 1 ≥ t ≥ 0, pentru y = 0 se obține

{\displaystyle f(tx)=f(tx+(1-t)\cdot 0)\geq tf(x)+(1-t)f(0)\geq tf(x).}
- Pentru {\displaystyle a,b\in [0,\infty )}:

{\displaystyle f(a)+f(b)=f\left((a+b){\frac {a}{a+b}}\right)+f\left((a+b){\frac {b}{a+b}}\right)\geq {\frac {a}{a+b}}f(a+b)+{\frac {b}{a+b}}f(a+b)=f(a+b)}

## Exemple
- Funcțiile {\displaystyle f(x)=-x^{2}} și {\displaystyle g(x)={\sqrt {x}}} sunt concave pe domeniile lor, ca și derivatele lor secundare {\displaystyle f^{\prime \prime }(x)=-2} și {\textstyle g''(x)=-{\frac {1}{4x^{3/2}}}} care sunt întotdeauna negative.
- Funcția logaritm {\displaystyle f(x)=\log {x}} este concavă pe domeniul său {\displaystyle (0,\infty )}, iar derivata {\displaystyle {\frac {1}{x}}} este o funcție strict descrescătoare.
- Orice funcție afină {\displaystyle f(x)=ax+b} este atât concavă, cât și convexă, dar nici strict concavă, nici strict convexă.
- Funcția sinus este concavă pe intervalul {\displaystyle [0,\pi ]}.
- Funcția {\displaystyle f(B)=\log |B|}, unde {\displaystyle |B|} este determinantul unei matrice nenegativ-definită B, este concavă.[7]